# 柳家喬之助
柳家 喬之助（やなぎや きょうのすけ、1971年3月4日 - ）は埼玉県所沢市出身の落語協会所属の落語家。本名∶加賀谷 宗一。出囃子は『絵島生島』。

## 経歴
明海大学経済学部中退。学生時代に『本の雑誌』の「助っ人」を体験。プロレス記者を志して東京スポーツ新聞社編集局で「坊や」と呼ばれる庶務アルバイトを経験する。
1993年12月、柳家さん喬に入門、前座名「さん市」を名乗る。
1997年9月、二ツ目昇進。「喬之助」と改名。隅田川馬石はちょうど同期にあたる。
2007年3月に四代目隅田川馬石、古今亭菊志ん、六代目春風亭柳朝、柳家我太楼と共に真打昇進。

## 芸歴
- 1993年12月 - 柳家さん喬に入門、前座名「さん市」。
- 1997年9月 - 二ツ目昇進、「喬之助」と改名。
- 2007年3月 - 真打昇進。

## 出囃子
- 吾妻八景（1997年 - 2007年）
- 絵島生島（2007年 - ）

## 受賞歴
- 2002年 - 北とぴあ若手落語家競演会 奨励賞

## 出演作品

### ドキュメント番組
- 「浮世絵から探る～洋式競馬事始め～」（2000年、グリーンチャンネル）

### テレビドラマ
- 「浜の朝日の嘘つきどもと」（2020年10月30日、福島中央テレビ）[注 1] - 巡査 役

### CD
- 「親子できこう 子ども落語集」（2008年11月26日、日本コロムビア）COCJ-35291-2 - 「寿限無」収録

## 著書
- 『柳家さん喬一門本 ～世にも奇妙なお弟子たち～』＊さん喬と弟子たち共著（秀和システム、2021年1月）ISBN 978-4798063287